# Yael Stone
Yael Stone (Sydney, 6 de março de 1985) é uma atriz australiana. Reconhecida por interpretar Lorna Morello em Orange Is the New Black.

## Filmografia

### Cinema
| Ano  | Título            | Papel      |
| ---- | ----------------- | ---------- |
| 1999 | Me Myself I       | Stacy      |
| 2007 | West              | Stacey     |
| 2017 | The Wilde Wedding | Clementine |

### Televisão
| Ano     | Título                    | Papel                 |
| ------- | ------------------------- | --------------------- |
| 2001    | The Farm                  | Young Sam Cooper      |
| 2007    | All Saints                | Ann-Marie Preston     |
| 2010    | Spirited                  | Linda                 |
| 2013-19 | Orange Is the New Black   | Lorna Morello         |
| 2015    | Childhood's End           | Parette               |
| 2016    | Deep Water                | Tori Lustigman        |
| 2016    | High Maintenance          | Beth                  |
| 2017    | Penn Zero: Part-Time Hero | General Bighorn (voz) |
| 2018    | Picnic at Hanging Rock    | Dora Lumley           |